# فابيوس

القديس فابيوس ( بالسريانية: ܦܐܒܝܘܣ ) (244ـ 251 أو 255)، هو أسقف أنطاكية الرابع عشر، نُصب أسقفاً لأنطاكية بعد استشهاد القديس بابولا الشهيد سنة 244، يسمى إيرونيموس فابيانس بدلًا من فابيوس ويذكر العلامة مار غريغوريوس ابن العبري أنه نال إكليل الشهادة على عهد داقيوس مع ألكسندروس أسقف أورشليم وفبينوس أسقف روما. وفي زمانه تفاقم خلاف كبير بين المسيحيين لأجل المعمودية والتأديبات الكنسية.